# Grauer Wulstling
Der Graue Wulstling (Amanita excelsa) ist eine Pilzart aus der Familie der Wulstlingsverwandten. Von diesem stattlichen, im Habitus einem Perlpilz sehr ähnlichen Blätterpilz existieren einige Varietäten, denen jedoch aufgrund fließender Übergänge meist keine taxonomische Relevanz beigemessen wird. Auch das Taxon Amanita spissa (Fr.) Bertillon, das früher unter dem Namen Eingesenkter Wulstling als eigenständige Art geführt wurde, gilt heute als Synonym.
Obgleich essbar wird der Speisewert des Grauen Wulstlings als gering bewertet. Zudem sollte er nur bei ausreichender Artkenntnis zu Speisezwecken gesammelt werden, da er sonst leicht mit dem stark giftigen Pantherpilz verwechselt werden kann.

## Merkmale

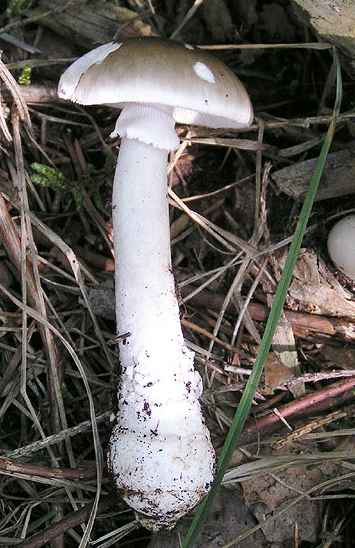
Grauer Wulstling ohne Velumreste.

### Makroskopische Merkmale
Der Graue Wulstling ist meist ein stattlicher Pilz, doch kommen auch dünnfleischige, fragile Zwergformen vor. Der Hut misst im Durchmesser (3–)5–15(–25) cm. Er ist zunächst zur Gänze von einer weißen, später gräulichen Hülle umgeben, die bald aufreißt und flächig weißliche bis graubraune, leicht abwischbare Flocken, Fetzen oder Warzen auf der Huthaut hinterlässt. Der zunächst halbkugelige Hut schirmt im Alter auf. Die Hutfarbe variiert in verschiedenen Grau-Brauntönen. Der Hutrand ist meist ungerieft. Die weißen, weichen Lamellen stehen dicht gedrängt, besitzen flockige Schneiden und sind abgerundet am Stiel angeheftet. Das Sporenpulver hat eine weiße Farbe. Das Teilvelum steht als breite, geriefte Manschette vom Stiel ab; es ist anfangs weiß, später im unteren Bereich grau gefärbt. Der kompakte, zylindrische und flockig gegürtelte Stiel ist 8–12 cm hoch, anfangs weiß, später über der Manschette gräulich und darunter eher bräunlich. Oberhalb der Manschette zeigt der Stiel eine geriefte Oberfläche. Die 2–3 cm knollig verdickte Stielbasis ist durch 2–3 Ringgürtel nur undeutlich vom Stiel abgesetzt, oft geht der Stielschaft auch verlaufend in die Knolle über. Das Fleisch ist weiß, in der Hutmitte eher grau und riecht schwach nach Rüben oder Rettich, gelegentlich auch kartoffelartig. Es neigt an der Luft zum Bräunen. Der Geschmack ist undeutlich süßlich, später rettichartig und leicht zusammenziehend.

### Mikroskopische Merkmale

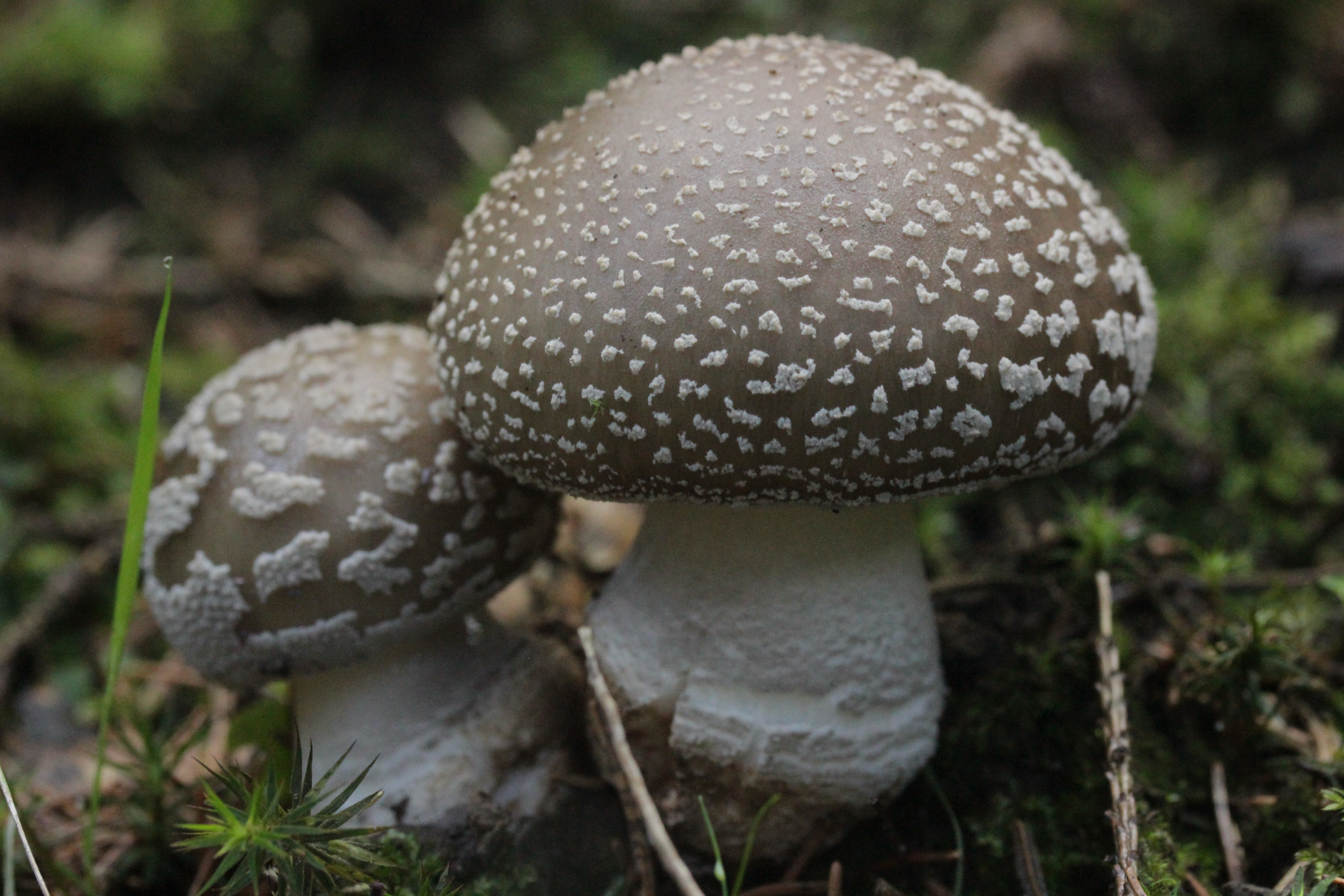
Die Velumreste sind oft mehr oder weniger flächig und hellgrau.

Die hyalinen, rundovalen bis elliptischen Sporen sind glatt und messen 9–10 × 6–8 Mikrometer; sie zeigen eine positive Jod-Farbreaktion. Die Basidien sind keulenförmig.

## Artabgrenzung
Der Graue Wulstling kann bei ungenügender Artkenntnis mit anderen grau- bis braunhütigen Wulstlingen verwechselt werden.
Zu Speisezwecken gesammelt, könnte eine Verwechslung mit dem stark giftigen Pantherpilz (Amanita pantherina) schwerwiegende gesundheitliche Folgen haben. Er unterscheidet sich durch kleine, weiß tüpfelige Velumreste auf dem mehr kastanien- bis goldbraunen Hut ohne Grautöne, eine ungeriefte (in Ausnahmefällen schwach geriefte), auf Höhe der Stielmitte tiefer sitzende und kleinere Manschette und eine mit charakteristisch wulstigem Rand abgesetzte, dünnere Knolle, oft mit weiteren gürtelförmigen Wulsten. Der Pantherpilz ist meist schlanker gebaut, sein Hutrand ist im Normalfall gerieft.
Der Porphyrbraune Wulstling (Amanita porphyria) unterscheidet sich durch eine violettliche Hutfärbung, eine deutlich abgesetzte Stielknolle und eine un- bis höchstens schwach geriefte Manschette.
Der seltene, giftige Raue Wulstling (Amanita franchettii) unterscheidet sich durch spitzkörnige, gelbliche Flocken auf dem Hut, an der Manschette und auf der Knolle.
Der ebenfalls essbare, aber geschmacklich deutlich bessere Perlpilz (Amanita rubescens) unterscheidet sich durch Rottöne am Hut und im Fleisch.

## Ökologie und Phänologie
Der Graue Wulstling bevorzugt ältere Buchen- und Eichenmischwälder sowie bodensaure Fichten-Tannen- und Fichtenwälder. Gelegentlich erscheint er auch in Kiefernbeständen, nur selten in Parkanlagen. Er benötigt feuchte, oft auch wechselnasse, stark saure bis fast neutrale Böden. In Kalkgebieten ist er selten oder fehlt gänzlich. Sein wichtigster Symbiont ist in Mitteleuropa die Fichte, mit Abstand gefolgt von der Rotbuche. Seine Standortansprüche entsprechen in etwa denen des Perlpilzes.
Die ersten Fruchtkörper erscheinen in Mitteleuropa im Mai. Die Hauptfruktifizierungsperiode liegt im Hochsommer. Bei milder Witterung können bis in den November Fruchtkörper gefunden werden.

## Verbreitung
Amanita excelsa ist ein holarktischer Vertreter der Wulstlinge mit zusätzlichen Vorkommen in Australien und im nördlichen Afrika. In Eurasien liegen die östlichsten Fundstellen in Nordostsibirien und auf den japanischen Inseln, die nordwestlichsten auf den Hebriden. Nach Südwesten ist die Art bis zu den Kanarischen Inseln verbreitet. In Europa kommt er in der meridionalen bis subborealen Florenregion relativ häufig vor. Seine nördliche Verbreitungsgrenze liegt etwa bei 61° Nord. Vertikal liegt in Mitteleuropa die Hauptverbreitung in der collinen Höhenstufe, doch wird der Pilz ebenso in Tieflandgebieten und in montanen Regionen gefunden. In Deutschland ist der Graue Wulstling bis auf die Kalkgebiete allgemein verbreitet und stellenweise häufig. Die Art ist zurzeit nicht im Bestand gefährdet.

## Systematik
Der Graue Wulstling wurde 1866 vom französischen Statistiker und Pilzkundler Louis-Adolphe Bertillon als Amanita excelsa erstbeschrieben. Bis vor wenigen Jahren wurde die Art Amanita spissa genannt, und Amanita spissa var. excelsa war die großwüchsige, stattliche (lat. excelsus = aufragend, erhaben) Varietät. Diese wurde auch Amanita spissa var. ampla genannt (lat. amplus = ansehnlich). Daneben wurden noch die Varietäten valida und cariosa beschrieben. Die wesentlichsten Unterschiede zwischen var. spissa und var. excelsa sollen in der Beschaffenheit der Hutoberfläche und im Geruch liegen. Die Velumreste sind bei var.excelsa leicht abwischbar, die Fruchtkörper riechen nach Kartoffeln oder nach Früchten. Dagegen sind bei var. spissa die Velumreste fest anhaftend, die Manschette ist stark gerieft und der Geruch ist dumpf oder fast fehlend. Die kleinwüchsige, schlanke var. cariosa (lat. cariosus – morsch, hinfällig) weist einen annähernd knollenlosen, rasch hohl werdenden Stiel auf. Die besonders stattliche var. valida (lat. validus = kräftig) hat einen honigbräunlichen Hut mit einem gerieften Rand und eine bei Verletzung bräunende Trama.
Zwischen allen beschriebenen Varietäten gibt es auch innerhalb eines Sammelgebietes Übergänge und Mischformen, sodass ihnen zurzeit keine taxonomische Validität beigemessen wird.

## Bedeutung

### Speisewert
Der Graue Wulstling ist ausreichend gegart ungiftig, sein Wert als Speisepilz ist jedoch gering. Möglicherweise enthält der Pilz wie sein naher Verwandter Amanita rubescens Hämolysine, die bei Rohgenuss oder ungenügendem Erhitzen zu Vergiftungserscheinungen führen können.

### Inhaltsstoffe
Wie andere Pilze auch bildet der Graue Wulstling Enzyme, die in der Lage sind, polyzyklische aromatische Kohlenwasserstoffe, darunter das hochgradig karzinogene Benzo(a)pyren abzubauen. Die gereinigten Enzyme, beziehungsweise das Myzel könnten bei der Sanierung belasteter Böden Verwendung finden.